# Frank W. J. Olver
Frank William John Olver, né le 15 décembre 1924 à Croydon (Royaume-Uni) et mort le 23 avril 2013 à Rockville (Maryland), est un mathématicien et universitaire américain. Il a été professeur émérite à l'Institut de sciences physiques et de technologie et au département de mathématiques de l'université du Maryland, ainsi qu'éditeur en chef de la Digital Library of Mathematical Functions du National Institute of Standards and Technology. Ses principaux domaines de recherche sont l'analyse asymptotique, les fonctions spéciales et l'analyse numérique.

## Récompenses
- 1969 : Médaille d'argent du département du Commerce des États-Unis
- 1974 : Membre de l'Institute of Mathematics and its Applications (Royaume-Uni)
- 1996 : Membre étranger de la Société royale des sciences d'Uppsala (Suède)
- 2011 : Médaille d'or du département du Commerce des États-Unis.

- Membre visiteur ou professeur à l'université de Lancaster, l'Imperial College, l'université de Londres, l'université de Cambridge, l'Académie royale d'Irlande et l'université nationale australienne.

## Publications
- Frank W. J. Olver, Asymptotics and special functions, Wellesley, MA, A K Peters Ltd., coll. « AKP Classics », 1997 (1re éd. 1974), 572 p. (ISBN 978-1-56881-069-0, MR 1429619)
- Frank W. J. Olver, Selected papers of F. W. J. Olver. Part I, II, vol. 7, River Edge, NJ, World Scientific Publishing Co. Inc., coll. « World Scientific Series in 20th Century Mathematics », 2000, 1124 p. (ISBN 978-981-02-4106-3, MR 1759688)
- Frank W. J. Olver (dir.), Daniel W. Lozier (dir.), Ronald F. Boisvert (dir.) et Charles W. Clark (dir.), NIST Handbook of Mathematical Functions, Cambridge University Press, 2010, 951 p. (ISBN 978-0-521-19225-5, MR 2723248, lire en ligne [archive du 3 juillet 2013])